# Fasciolopsis buski
Fasciolopsis
Genre
Espèce
Fasciolopsis buski, la Grande douve de l'intestin, unique représentant du genre Fasciolopsis, est une espèce de trématodes, parasite normal du porc. C'est un ver de grande taille qui vit dans le duodénum de l'homme, causant la distomatose intestinale du Sud-Est asiatique ou fasciolopsiose.

## Répartition

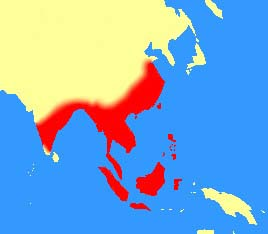
Aire de répartition de Fasciolopsis buski.

Affection souvent grave, elle est très répandue de l'Inde à la Chine et à l'archipel malais, y touchant plus de 20 millions d'habitants.

## Morphologie
L'adulte, foliacé (qui a l'apparence d'une feuille), ovale sans cône céphalique, est grisâtre et mesure de 30 à 70 mm sur 15 mm.

## Biologie
Fixé par ses ventouses à la muqueuse duodénale, il pond des œufs operculés caractéristiques (130 × 75 µm) qui sont éliminés avec les selles.
Le cycle évolutif à travers un seul hôte intermédiaire, mollusque aquatique (planorbe), aboutit à des métacercaires enkystées infectieuses fixées à diverses plantes aquatiques, la châtaigne d'eau (Trapa natans) en particulier.
C'est en consommant ces châtaignes d'eau, qu'il décortique avec les dents, que l'homme s'infecte, le cycle étant bouclé quand les métacercaires, libérées par la digestion, vont se fixer à la muqueuse intestinale. L'eau de boisson polluée par des métacercaires enkystées détachées des plantes est également dangereuse.

## Clinique
Un grand nombre de parasités, n'hébergeant que peu de vers, font des formes latentes, avec fatigue et anémie légère.
Dans les foyers plus importants, on trouve des formes intestinales moyennes (jusqu'à 100 parasites) caractérisées par des douleurs abdominales avec diarrhée jaune verdâtre, fétide, de l'asthénie, de l'amaigrissement et une anémie avec éosinophilie à 20 - 25 %. Ces formes évoluent en quelques mois par crises successives.
Les réinfestations constantes amènent aux formes graves (jusqu'à 3 000 douves) caractérisées par l'action toxique des métabolites parasitaires, avec œdèmes, épanchements séreux, prostration, qui se terminent souvent par la mort par OAP ou cachexie.
Enfin, chez l'enfant, la parasitose s'accompagne souvent d'un arrêt de croissance et d'un développement retardé.

## Diagnostic
Le diagnostic de certitude est obtenu par l'examen des selles, soit direct soit après concentration, qui montre la présence des œufs caractéristiques.

## Traitement (1980)
On emploiera le tétrachloroéthylène puis on administrera, 7 à 8 heures après, une purgation saline.
On peut également utiliser l'hexachloroparaxylol dont une dose unique de 0,5 g·kg-1 par voie orale, répétée deux semaines après, donnerait une élimination des vers.
La niclosamide est également efficace (2 g en une prise).

## Systématique
Le nom valide complet (avec auteur) de ce taxon est Fasciolopsis buski (Lankester, 1857).
L'espèce a été initialement classée dans le genre Distoma sous le protonyme Distoma buski Lankaster, 1857. En 1899, Arthur Looss crée le genre Fasciolopsis pour l'y reclassée.
Fasciolopsis buski a pour synonyme :
- Distoma buski Lankaster, 1857